# جون هنري هوبارت براون
جون هنري هوبارت براون (بالإنجليزية: John Henry Hobart Brown)‏ هو قسيس أمريكي، ولد في 1831 في نيويورك في الولايات المتحدة، وتوفي في 2 مايو 1888 في فوند دو لاك في الولايات المتحدة.